# فولكر تورك

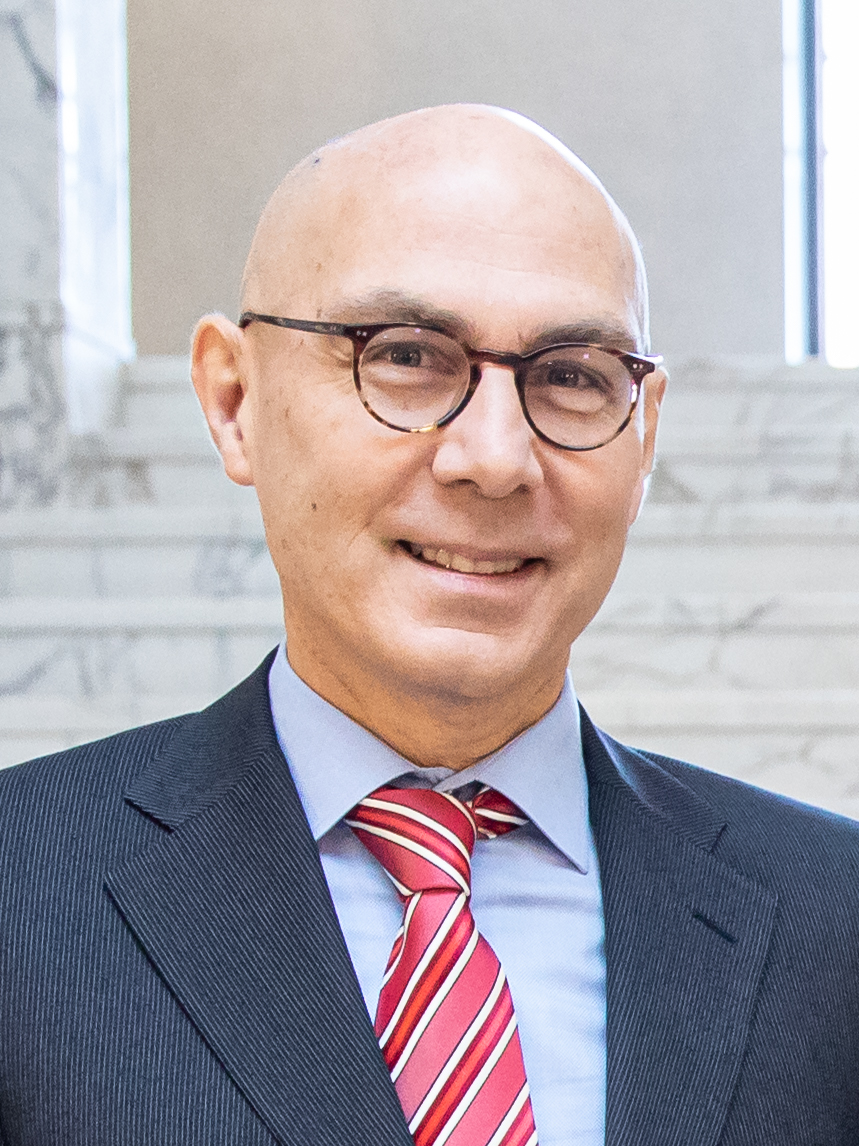
تورك في 2022.

فولكر تورك (بالإنجليزية: Volker Türk)‏ من مواليد 1965، محامي ومفوض سامي للأمم المتحدة لحقوق الإنسان من 17 أكتوبر 2022.